# Júnior dos Santos
Pour les articles homonymes, voir JDS.
Júnior dos Santos Almeida, né le 30 janvier 1984 à Caçador, est un pratiquant brésilien d'arts martiaux mixtes évoluant jusqu'en 2021 dans la division poids lourds de l'Ultimate Fighting Championship. En novembre 2011, il remporte le titre poids lourds de l'UFC face à Cain Velasquez. Après l'avoir défendu une fois, il le perd face au même adversaire en décembre 2012.

## Parcours en arts martiaux mixtes
Il est spécialisé en jiu-jitsu brésilien et en kickboxing. Cependant il est réputé pour sa boxe anglaise, la vitesse, la puissance et la précision de ses poings. Sur ses neufs premiers combats à l'Ultimate Fighting Championship, il réalise la plus longue série de l'histoire des poids lourds de l'organisation avec neuf victoires consécutives (6 KO, 2 décisions et 1 soumission verbale) ce qui est également la 4e plus longues série de l'histoire de cette ligue à ce moment-là (derrière les 11 de George St-Pierre et de Royce Gracie, et les 16 d'Anderson Silva). Cette série le mène jusqu'au titre de champion du monde des poids lourd, titre qu'il défend une fois avant de perdre face a Cain Velasquez, mettant fin à son invincibilité. Il s'entraine depuis ses débuts au sein de la Team Nogueira, équipe qu'il quitte en février 2014 pour la Nova União qui comprend plusieurs autres grand combattants brésilien, notamment deux champions de l'UFC (José Aldo et Renan Barão). En 2015, il change une nouvelles fois d'équipe pour s'entrainer aux États-Unis, intégrant les rangs de l'American Top Team en Floride

### Débuts
Júnior combat tout d'abord dans des organisations mineures Brésiliennes telles Demo Fight, Extreme Fighting Championship, Minotauro Fights et Mo Team League, remportant 6 de ses 7 premiers combats au premier round, et n'en perdant qu'un seul, par soumission. Ses talents et capacités l'amènent à intégrer l'UFC, promotion la plus importante des arts martiaux mixtes.

### Ultimate Fighting Championship

#### Débuts sans faute
Lors de son premier combat, il affronte le redouté Fabrício Werdum, qui est alors considéré comme une valeur montante de l'UFC et fait sa route vers un combat pour le titre. Júnior dos Santos, peu connu, ne part donc pas favori, mais il ne lui faut pourtant qu'un peu plus d'une minute pour mettre Werdum KO avec un uppercut. Cette victoire surprise pousse Werdum à quitter l'organisation, la course au titre étant désormais revenue à son point de départ pour le combattant. Dos Santos remporte le bonus du KO de la soirée.
Il affronte ensuite le jeune kick-boxeur Hollandais Stefan Struve, qui par ses mensurations (2.13 m) propose un défie particulier. Dos Santos fait parler sa puissance et pousse rapidement le géant dans ses retranchements, acculé contre la cage sous les charges du Brésilien. En moins d'une minute, Struve s'écroule et l'arbitre stoppe le combat, déclarant Dos Santos vainqueur par KO technique.
Quelques mois plus tard, c'est face au combattant vedette du Pride FC, autre compétiteur spécialiste en kick-boxing, Mirko Filipović que Júnior se présente dans l'octogone. Après avoir été dominé pendant près de trois rounds, le Croate annonce verbalement son abandon, blessé à l’œil et à bout de souffle. Le combat se solde donc par une victoire par soumission verbale pour le Brésilien.
Il est ensuite programmé face à Gabriel Gonzaga, mais ce dernier se décommande pour blessure. Gilbert Yvel le remplace et les deux hommes se rencontrent lors de l'UFC 108. Dos Santos met KO son adversaire en un peu plus de deux minutes dans un échange où sa puissance lui permet une nouvelle fois de prendre le dessus. Ces victoires convaincantes placent alors le Brésilien comme un espoir de la division des poids lourds.
Il affronte finalement Gabriel Gonzaga lors de l'UFC on Versus 1. Il envoie ce dernier au tapis avec un crochet, immédiatement suivi d'un ground and pound causant l'arrêt de l'arbitre après un peu moins de quatre minutes dans le premier round. Il remporte de nouveau un bonus pour le KO de la soirée.
Júnior dos Santos est alors tout proche d'un combat pour le titre, et il est question d'un affrontement face à Cain Velasquez pour déterminer le prochain adversaire du champion Brock Lesnar. Mais les deux espoirs de la division ne sont finalement pas confrontés, et c'est l'Américain Roy Nelson qu'il affronte à la place lors de l'UFC 117. Le vainqueur du match est alors censé obtenir un combat pour la ceinture. JDS domine complètement le combat grâce à sa boxe et à ses défenses de projections au sol. Réputé pour sa capacité à absorber les coups, Nelson encaisse sans tomber, mais termine le combat à bout de force. Dos Santos remporte l'affrontement par décision unanime.

#### Champion des poids lourds de l'UFC
Lors de l'UFC 121, Cain Velasquez l'emporte aisément sur Brock Lesnar et devient le nouveau champion des poids lourds de l'UFC. C'est donc face au lutteur américain que Júnior est programmé pour son prochain combat.
Cependant, Velasquez se blesse à l'épaule avant l'échéance et se trouve par conséquent indisponible pour au moins six mois. Dos Santos exprime son mécontentement et le fait qu'il ne puisse attendre aussi longtemps avant de combattre. L'UFC lui recherche un opposant et il est même question de mettre en place un titre intérimaire.
Finalement, le président de l'organisation, Dana White annonce Dos Santos et l'ancien champion Brock Lesnar comme entraineurs de la 13e saison de la série The Ultimate Fighter.
La confrontation traditionnelle entre les deux chefs d'équipe est alors programmé pour l'UFC 131. Mais Lesnar n'est pas apte à affronter le Brésilien à cause de grave problème de santé (diverticulite) et c'est l'ancien champion intérimaire Shane Carwin qui le remplace. 
Connus lui aussi pour la puissance de ses poings, Carwin ne peut cependant pas rivaliser sur ce combat face au jeune Brésilien qui, comme face à Roy Nelson, martèle son adversaire de puissants coup durant les 5 rounds du combat. En remportant cette décision unanime, Júnior dos Santos devient officiellement le prochain adversaire du champion Cain Velasquez.
Ce combat pour le titre prend alors la tête d'affiche du premier événement de l'UFC diffusé sur la chaîne américaine FOX.
À cette occasion, dos Santos bat l'Américain invaincus par TKO en 64 secondes. Il le percute d'un coup de poing du droit puis enchaine par plusieurs coups au sol avant que l'arbitre ne mette fin au match, Velasquez n'étant plus apte à se protéger. Júnior dos Santos devient le nouveau champion des poids lourds de l'UFC et remporte le bonus du KO de la soirée.
Pour sa première défense de titre, il est censé affronter le dernier champion des poids lourds du Strikeforce, Alistair Overeem. Mais Overeem est finalement suspendus pour dopage et est remplacé par un ancien champion des poids lourds de l'UFC, le vétéran Frank Mir. Le combat a lieu lors de l'UFC 146 et tourne vite à l'avantage du Brésilien, qui finit par conserver sa ceinture de champion par TKO à l'issue du second round, une nouvelle fois grâce à la puissance de ses coups. Il signe là sa 9e victoires de suite en autant de combats au sein de l'UFC, soit la plus longue de l'histoire des poids-lourds de cette organisation.

#### Perte du titre et de nouveau aspirant
Sa deuxième défense de titre a lieu le 29 décembre 2012, dans un match revanche contre Cain Velasquez. Touché par un puissant coup de poing qui l'envoie au sol dès la fin du premier round, Dos Santos ne parvient pas à récupérer et est complètement dominé durant le reste du combat. Bien qu'il réussisse à tenir jusqu'à la fin des cinq rounds, il subit sa première défaite à l'UFC et perd l'affrontement par décision unanime, les juges rendant les fiches de 50-45, 50-44 et 50-43. Cette défaite lui fait perdre le titre de champion et met fin à sa série record de victoires. 
Quelques semaines plus tard, le nom de son prochain adversaire est annoncé, il s'agit à nouveau d'Alistair Overeem. Le combat est prévu pour le 25 mai lors de l'UFC 160 et doit déterminer le prochain aspirant au titre de champion poids-lourds. Les deux hommes devaient déjà s'affronter un an auparavant et avaient depuis maintenus une animosité par presse interposée. Néanmoins, Overeem se blesse durant sa préparation et ne peut être disponible à la date prévue. Il est finalement remplacé par Mark Hunt, et le combat est maintenu pour l'UFC 160 avec toujours un combat pour la ceinture comme enjeu. Junior Dos Santos remporte la victoire par KO au 3e round grâce à un coup de pied retourné à la tête, suivi de plusieurs coups au visage qui laissent Hunt immobile au sol. Il remporte le bonus du combat de la soirée et prouve comme lors de son précédent match une bonne capacité à encaisser de puissant coups, le Néo-Zélandais étant réputé pour avoir l'une des plus grosses puissances de frappe du circuit. Le même soir, Velasquez défend victorieusement sa ceinture face à Antônio Silva. Les deux hommes vont donc s'affronter une troisième fois pour le titre en fin d'année .
Le combat est programmé en tête d'affiche de l'UFC 166, se déroulant le 18 octobre 2013 au Toyota Center de Houston.
Souvent dépassé par l'agressivité et la vivacité de son adversaire, dos Santos est une nouvelle fois sonné dès le début du combat par un puissant coup de poings dont il ne parvient pas à récupérer, et est dominé durant le reste du temps règlementaire.
Dans le 5e et dernier round, il avance épuisé pour tenter un étranglement debout. Velasquez envoie son adversaire au sol en se libérant, provoquant une chute sur la tête chez son adversaire. Dos Santos alors immobile sur le tapis, l'arbitre arrête le combat et Velasquez est déclaré vainqueur par TKO.
Le Brésilien échoue une deuxième fois face à l'américain et dans sa tentative de reconquête du titre.

#### Troisième course au titre
Il reste discret jusqu'au début du mois de février 2014 durant lequel il annonce avoir choisi de désormais s'entrainer avec l'équipe Nova União, où évoluent les champions José Aldo et Renan Barão, laissant pour le moment son équipe de toujours, la Team Nogueira.
Le président de l'UFC essaie à nouveau d'organiser un match contre Alistair Overeem mais le Hollandais décline l'offre pour soigner une blessure aux côtes.
Dos Santos fait alors part de son envie d'affronter le combattant américain d'origine croate, Stipe Miocic
et ce combat est officialisé quelques semaines plus tard pour l'UFC 173 du 24 mai 2014.
Début avril, le combat est décalé d'une semaine et devient le combat principal de l'évènement The Ultimate Fighter: Brazil 3 du 31 mai, dont la précédente tête d'affiche vient d'être reportée.
Cependant une blessure à la main contraint JDS a décliner l'offre dans les toutes dernières semaines de préparations. Après de longs mois de convalescence, l'affrontement est finalement signé pour le 13 décembre 2014 lors de l'UFC on Fox 13. Après près de 14 mois sans combattre, Dos Santos remporte ce combat serré, à la décision unanime des juges(48-47, 49-46, 49-46). Dominé dans les deux premières reprises, il reprend l'avantage sur les 3 suivantes avec notamment deux knock down. Les deux hommes remportent le bonus du combat de la soirée et avec désormais 11 victoires, il égale à ce moment-là Randy Couture, Cheick Kongo, Gabriel Gonzaga et Cain Velasquez à la seconde place du nombre de victoires dans la catégorie des poids lourds de l'UFC (derrière Frank Mir).
En raison d'une nouvelle blessure, Júnior dos Santos doit attendre un an avant de combattre à nouveau. Et c'est enfin face à Alistair Overeem que le Brésilien fait son retour en second combat principal de l'UFC on Fox 17, le 19 décembre 2015 à Orlando en Floride, après 2 combats déjà programmés puis annulés face à l'Hollandais en 2012 et 2013. Alors qu'il commence sa préparation au mois de septembre, Dos Santos annonce quitter l'équipe Nova Unao, avec laquelle il s'entraine depuis un an, pour rejoindre l' American Top Team basée en Floride. Ce choix ne s'avère pas payant dans l'immédiat puisqu'il s'incline par TKO dans le second round, touché par un crochet du gauche qui l'envoie au tapis avant de subir plusieurs coups au sol forçant l'arbitre à intervenir.
Pressé de retourner dans la cage, son combat suivant est annoncé dès le mois de février. Le Brésilien souhaite enchainer les combats afin de retrouver un rythme qui, selon lui, le pénalise depuis deux ans, ayant dû faire face à plusieurs blessures. Il affronte donc le numéro 5 de la division Ben Rothwell en tête d'affiche de l'UFC Fight Night 86, le 10 avril à Zagreb. Dos Santos retrouve ses sensations dans ce combats qu'il domine de bout en bout et qu'il remporte par décision unanime des juges. Ce 12e succès au sein de l'UFC le place désormais seul en seconde position pour le nombre de victoires remportées dans la division de l'organisation. Quelques jours plus tard, il annonce s'être blessé à l'épaule durant l'affrontement, blessure nécessitant une opération et une indisponibilité d'au moins 3 mois.
Au mois de décembre, l'UFC annonce le prochain combat du Brésilien pour le mois de février, dans un second affrontement face au Hollandais Stephan Struve. Un mois plus tard, Struve déclare forfait pour blessure et Dos Santos est finalement choisi pour affronter le champion en titre Stipe Miocic dans un combat revanche prévu pour l'UFC 211 du 13 mai 2017. Il échoue dans sa reconquête du titre à la suite d'un direct du droit qui l'envoi au tapis. L'arbitre stoppe la rencontre alors que l'américain le roue de coups au sol et déclare la victoire de Miocic par TKO après seulement 2:22 dans le premier round. 

#### Suspension pour dopage
Rapidement, un affrontement face au Camerounais  Francis Ngannou est officialisé pour le mois de septembre. Le combat est cependant annulé à trois semaines de l'échéance lorsque l'agence américaine antidopage (USADA) annonce que Dos Santos a échoué un test antidopage. Par le biais de son gérant, le Brésilien se défend d'avoir ingéré volontairement le produit interdit retrouvé dans son sang (l'Hydrochlorothiazide, de la catégorie des diurétiques) et blâme un complément alimentaire contaminé.

## Carrière de catcheur
À l'été 2021, dos Santos commence à faire des apparitions pour la promotion de catch All Elite Wrestling. Il y soutient son équipe de MMA, l'American Top Team dirigé par Dan Lambert. Il rejoint d'autres membres de l'équipe dont Andrei Arlovski, Paige VanZant, Austin Vanderford, Dalton Rosa et Jorge Masvidal.
Ils forment alors une alliance avec Ethan Page et Scorpio Sky.

## Palmarès en arts martiaux mixtes
| 33 combats     | 23 victoires | 10 défaites |
| Par KO         | 16           | 8           |
| Par soumission | 1            | 1           |
| Sur décision   | 6            | 1           |

| Résultat | Record | Adversaire            | Méthode                                 | Événement                                | Date              | Round | Temps | Lieu                                    | Notes                                                                                   |
| -------- | ------ | --------------------- | --------------------------------------- | ---------------------------------------- | ----------------- | ----- | ----- | --------------------------------------- | --------------------------------------------------------------------------------------- |
| Défaite  | 21-9   | Ciryl Gane            | TKO (coups de coude)                    | UFC 256                                  | 12 décembre 2020  | 2     | 2:34  | Las Vegas, Nevada, États-Unis           |                                                                                         |
| Défaite  | 21-8   | Jairzinho Rozenstruik | TKO (coups de poing)                    | UFC 252                                  | 15 août 2020      | 2     | 3:47  | Las Vegas, Nevada, États-Unis           |                                                                                         |
| Défaite  | 21-7   | Curtis Blaydes        | TKO (coups de poing)                    | UFC Fight Night: Blaydes vs. dos Santos  | 25 janvier 2020   | 2     | 1:06  | Raleigh, Caroline du Nord, États-Unis   |                                                                                         |
| Défaite  | 21-6   | Francis Ngannou       | KO (coups de poing)                     | UFC on ESPN: Ngannou vs. Dos Santos      | 29 juin 2019      | 1     | 1:11  | Minneapolis, Minnesota, États-Unis      |                                                                                         |
| Victoire | 21-5   | Derrick Lewis         | TKO (coups de poing)                    | UFC Fight Night: Lewis vs. dos Santos    | 9 mars 2019       | 2     | 1:58  | Wichita, Kansas, Etats-Unis             | Combat de la soirée                                                                     |
| Victoire | 20-5   | Tai Tuivasa           | TKO (coups de poing)                    | UFC Fight Night: dos Santos vs. Tuivasa  | 2 décembre 2018   | 2     | 2:30  | Adelaide, Australie                     |                                                                                         |
| Victoire | 19-5   | Blagoy Ivanov         | Décision unanime                        | UFC Fight Night: dos Santos vs. Ivanov   | 14 juillet 2018   | 5     | 5:00  | Boise, Idaho, États-Unis                |                                                                                         |
| Défaite  | 18-5   | Stipe Miocic          | TKO                                     | UFC 211: Miocic vs. dos Santos 2         | 13 mai 2017       | 1     | 2:22  | Dallas, Texas, États-Unis               | Pour le titre des poids lourds de l'UFC.                                                |
| Victoire | 18-4   | Ben Rothwell          | Décision unanime                        | UFC Fight Night: Rothwell vs. dos Santos | 10 avril 2016     | 5     | 5:00  | Zagreb, Croatie                         |                                                                                         |
| Défaite  | 17-4   | Alistair Overeem      | TKO (coups de poing)                    | UFC on Fox: dos Anjos vs. Cerrone II     | 19 décembre 2015  | 2     | 4:43  | Orlando, Floride, États-Unis            |                                                                                         |
| Victoire | 17-3   | Stipe Miocic          | Décision unanime                        | UFC on Fox: dos Santos vs. Miocic        | 13 décembre 2014  | 5     | 5:00  | Phoenix, Arizona, États-Unis            | Combat de la soirée                                                                     |
| Défaite  | 16-3   | Cain Velasquez        | TKO (slam et coup de poing)             | UFC 166: Velasquez vs. dos Santos 3      | 19 octobre 2013   | 5     | 3:09  | Houston, Texas, États-Unis              | Pour le titre des poids lourds de l'UFC.                                                |
| Victoire | 16-2   | Mark Hunt             | KO (coup de pied circulaire retourné)   | UFC 160: Velasquez vs. Silva II          | 25 mai 2013       | 3     | 4:18  | Las Vegas, Nevada, États-Unis           | Pour déterminer l'aspirant no 1 au titre des poids lourds de l'UFC. Combat de la soirée |
| Défaite  | 15-2   | Cain Velasquez        | Décision unanime                        | UFC 155: dos Santos vs. Velasquez II     | 29 décembre 2012  | 5     | 5:00  | Las Vegas, Nevada, États-Unis           | Perd le titre des poids lourds de l'UFC.                                                |
| Victoire | 15-1   | Frank Mir             | TKO (coups de poing)                    | UFC 146: dos Santos vs. Mir              | 26 mai 2012       | 2     | 3:04  | Las Vegas, Nevada, États-Unis           | Défend le titre des poids lourds de l'UFC.                                              |
| Victoire | 14-1   | Cain Velasquez        | KO (coups de poing)                     | UFC on Fox: Velasquez vs. dos Santos     | 12 novembre 2011  | 1     | 1:04  | Anaheim, Californie, États-Unis         | Remporte le titre des poids lourds de l'UFC. KO de la soirée                            |
| Victoire | 13-1   | Shane Carwin          | Décision unanime                        | UFC 131: dos Santos vs. Carwin           | 11 juin 2011      | 3     | 5:00  | Vancouver, Colombie-Britannique, Canada | Devient l'aspirant no 1 au titre des poids lourds de l'UFC.                             |
| Victoire | 12-1   | Roy Nelson            | Décision unanime                        | UFC 117: Silva vs. Sonnen                | 7 août 2010       | 3     | 5:00  | Oakland, Californie, États-Unis         | Devient l'aspirant no 1 au titre des poids lourds de l'UFC.                             |
| Victoire | 11-1   | Gabriel Gonzaga       | TKO (coups de poing)                    | UFC Live: Vera vs. Jones                 | 2 mars 2010       | 1     | 3:53  | Broomfield, Colorado, États-Unis        | KO de la soirée                                                                         |
| Victoire | 10-1   | Gilbert Yvel          | TKO (coups de poing)                    | UFC 108: Evans vs. Silva                 | 2 janvier 2010    | 1     | 2:07  | Las Vegas, Nevada, États-Unis           |                                                                                         |
| Victoire | 9-1    | Mirko Filipović       | Soumission (coup de poing)              | UFC 103: Franklin vs. Belfort            | 19 septembre 2009 | 3     | 2:00  | Dallas, Texas, États-Unis               |                                                                                         |
| Victoire | 8-1    | Stefan Struve         | TKO (coups de poing)                    | UFC 95: Sanchez vs. Stevenson            | 21 février 2009   | 1     | 0:54  | Londres, Angleterre                     |                                                                                         |
| Victoire | 7-1    | Fabrício Werdum       | TKO (coups de poing)                    | UFC 90: Silva vs. Côté                   | 25 octobre 2008   | 1     | 1:20  | Rosemont, Illinois, États-Unis          | KO de la soirée                                                                         |
| Victoire | 6-1    | Geronimo dos Santos   | TKO (arrêt du médecin)                  | Demo Fight 3                             | 24 mai 2008       | 1     | NC    | Salvador, Brésil                        |                                                                                         |
| Défaite  | 5-1    | Joaquim Ferreira      | Soumission (clé de bras)                | MTL: Final                               | 10 novembre 2007  | 1     | 1:13  | São Paulo, Brésil                       |                                                                                         |
| Victoire | 5-0    | Jair Goncalves        | TKO (coups de poing)                    | Mo Team League 2                         | 29 septembre 2007 | 1     | 2:52  | São Paulo, Brésil                       |                                                                                         |
| Victoire | 4-0    | Joaquim Ferreira      | TKO (abandon)                           | XFC: Brazil                              | 29 avril 2007     | 1     | 5:00  | Rio de Janeiro, Brésil                  |                                                                                         |
| Victoire | 3-0    | Edson Paredão         | TKO (arrêt du médecin)                  | XFC: Brazil                              | 29 avril 2007     | 1     | 8:46  | Rio de Janeiro, Brésil                  |                                                                                         |
| Victoire | 2-0    | Eduardo Maiorino      | Soumission (étranglement en guillotine) | Minotauro Fights 5                       | 9 décembre 2006   | 1     | 0:50  | São Bernardo do Campo, Brésil           |                                                                                         |
| Victoire | 1-0    | Jailson Silva Santos  | KO (soccer kick)                        | Demo Fight 1                             | 16 juillet 2006   | 1     | 2:58  | Salvador, Brésil                        |                                                                                         |